# Erica verticillata
Erica verticillata är en ljungväxtart som beskrevs av Berg. Erica verticillata ingår i släktet klockljungssläktet, och familjen ljungväxter. Inga underarter finns listade i Catalogue of Life.

## Bildgalleri

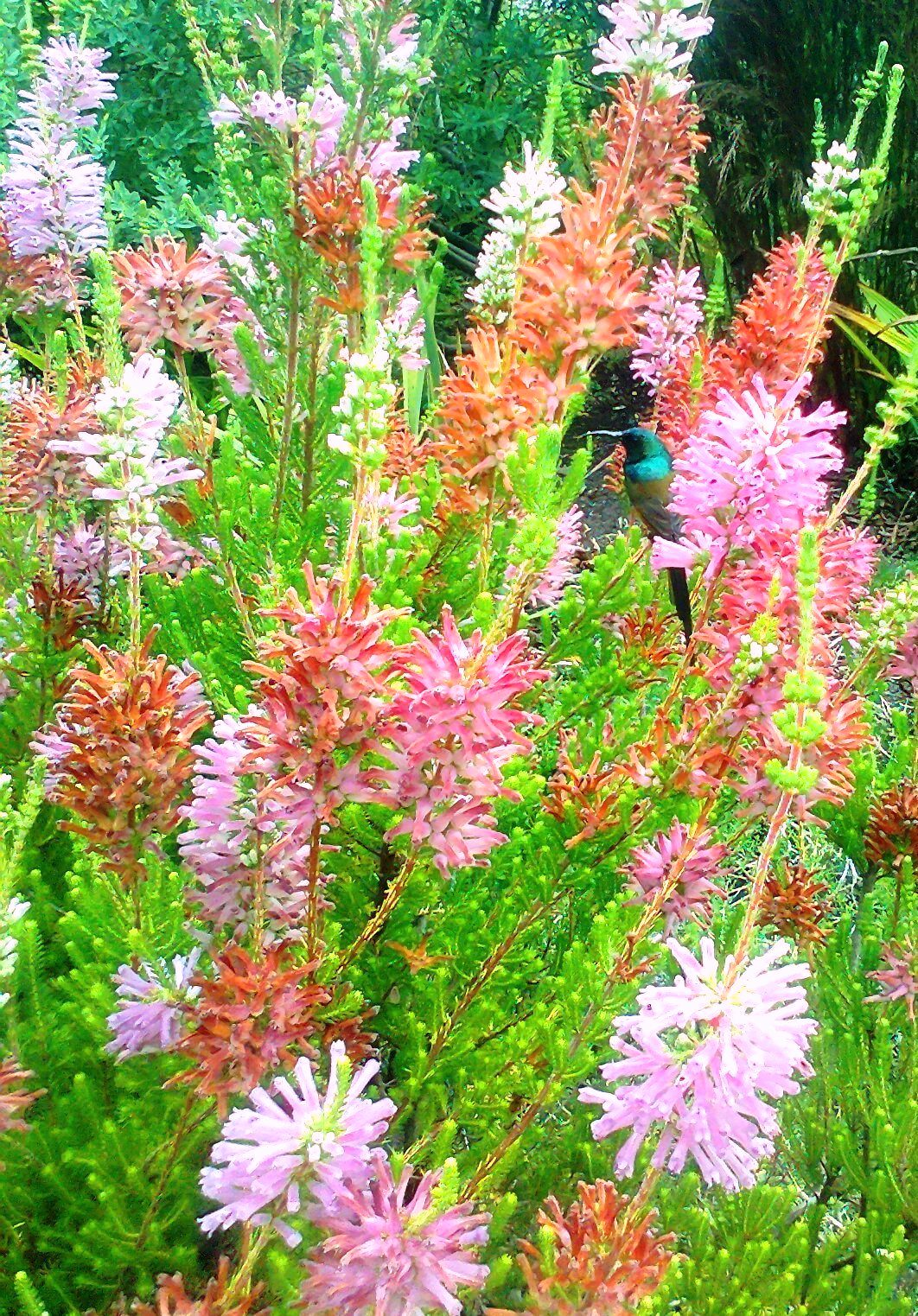
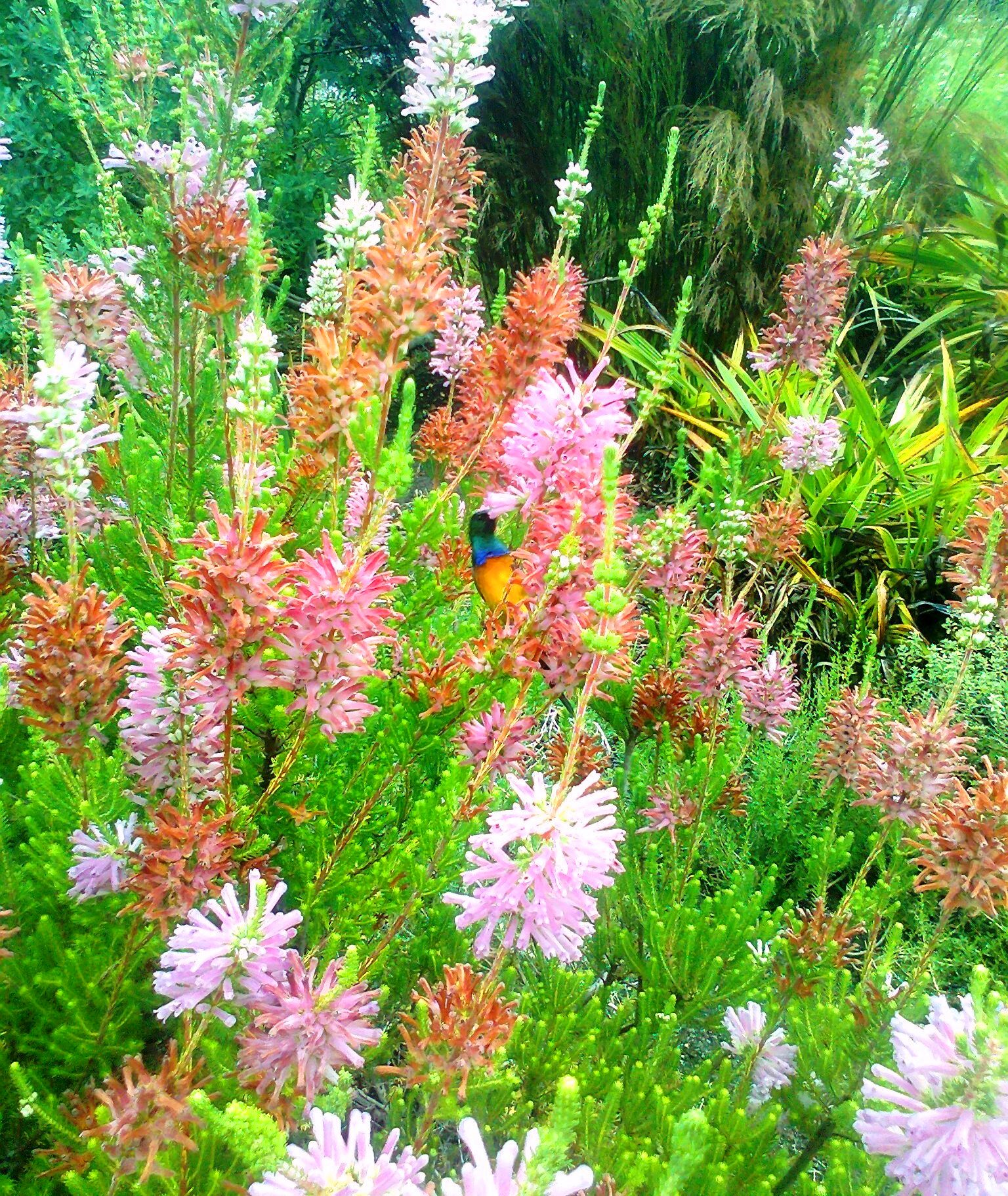
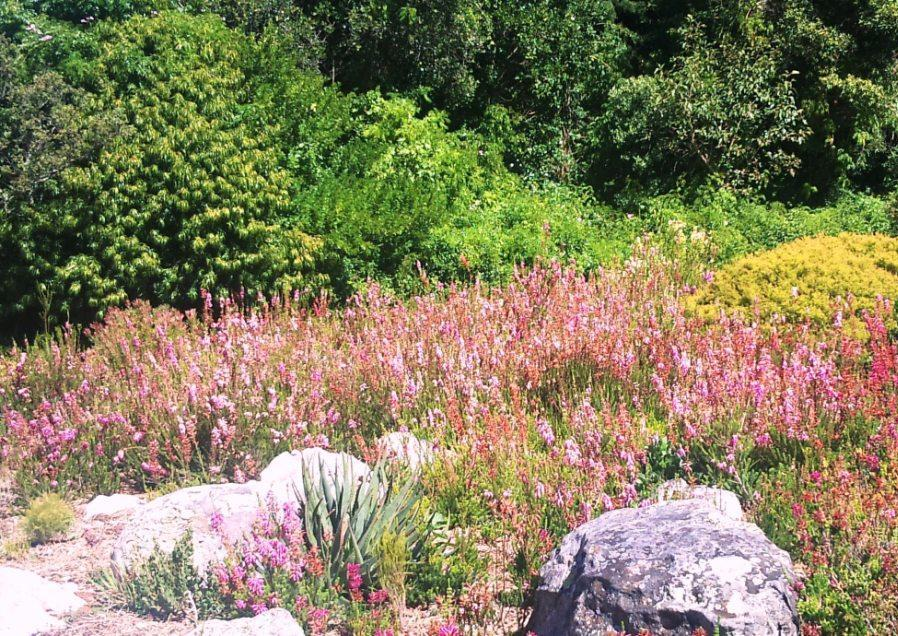
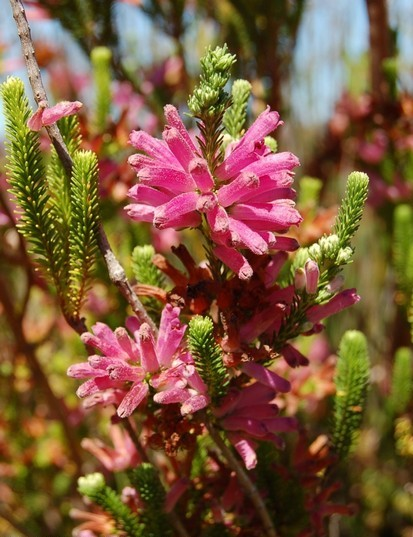
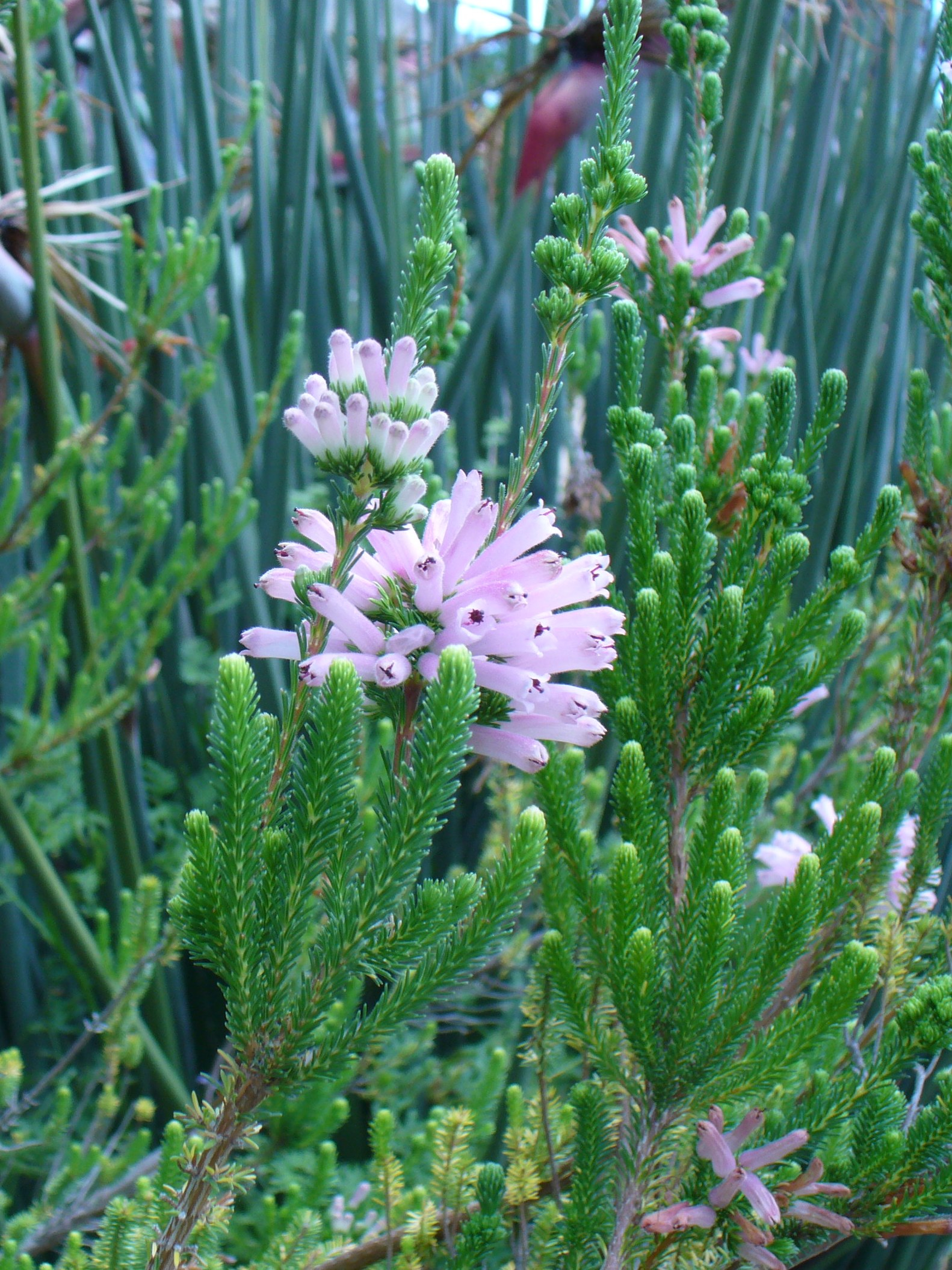
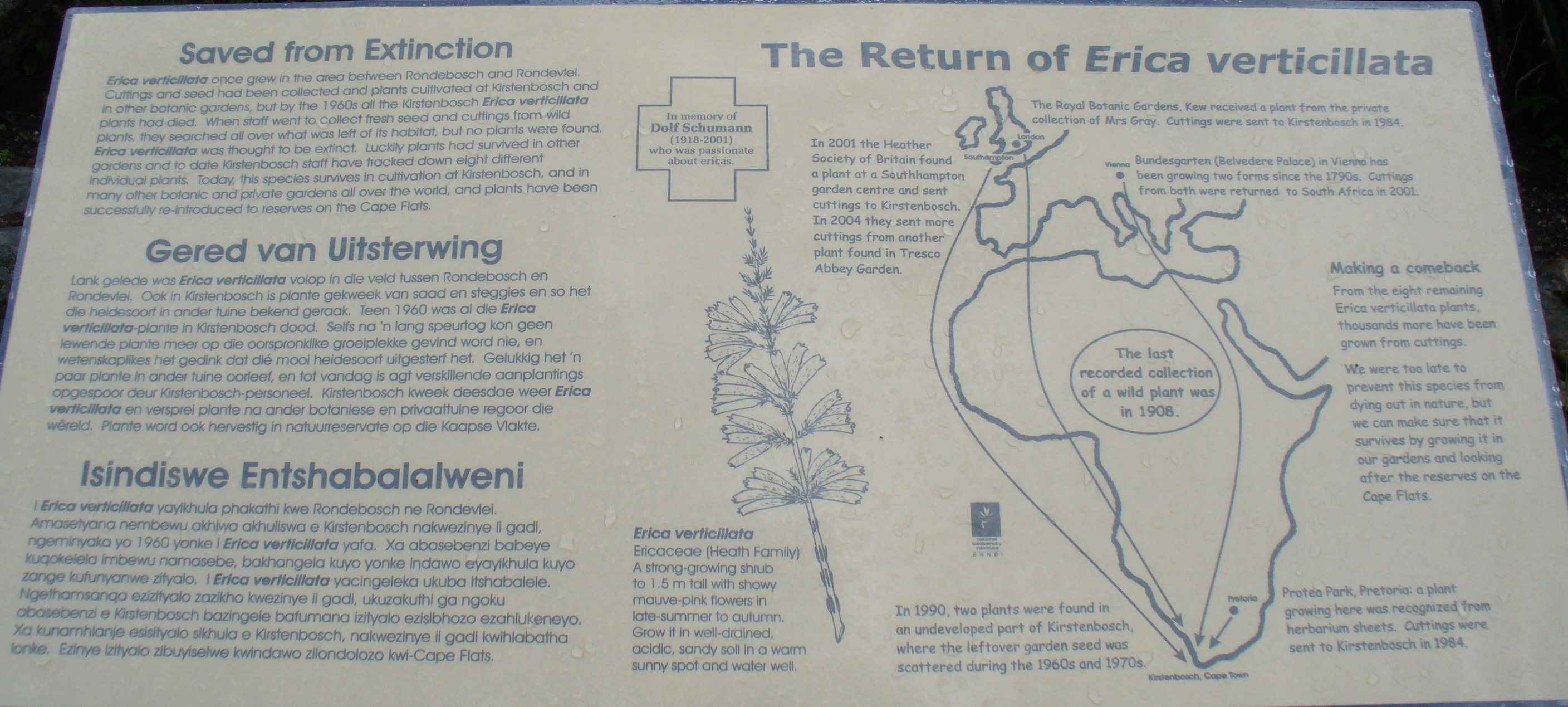